# باشگاه فوتبال لس آنجلس
باشگاه فوتبال لس آنجلس اف سی(انگلیسی: Los Angeles Football Club) یک باشگاه فوتبال در شهر لس آنجلس است که در لیگ برتر فوتبال ایالات متحده آمریکا بازی می‌کند.این تیم از فصل ۲۰۱۸ در لیگ برتر فوتبال ایالات متحده آمریکا شروع به کار کرد.
لس آنجلس اف سی با دیگر تیم شهر، لس آنجلس گلکسی دربی شهر لس آنجلس را به نام ال ترافیکو برگزار میکنند.تا به حال ۹ بار این شهرآورد برگزار شده که لس آنجلس گلکسی با ۴ برد تیم برتر بوده.

## بازیکنان برجسته
- جورجو کیه‌لینی
- گرت بیل
- الیویر ژیرو
- هوگو لوریس
- کارلوس ولا
- سون هیونگ مین